# Pocholo Martínez-Bordiú
José María Martínez-Bordiú y Bassó, xviii barón de Gotor, más conocido en la prensa rosa española como Pocholo Martínez-Bordiú (Madrid, 2 de octubre de 1962) es un aristócrata, economista, empresario hostelero y personaje mediático español. Famoso, entre otras cosas, por sus vínculos familiares: es sobrino de Cristóbal Martínez-Bordiú, marqués de Villaverde, quien era yerno de Francisco Franco. Estuvo casado con Sonsoles Suárez, hija del expresidente del gobierno Adolfo Suárez. La ceremonia se celebró en el Monasterio de Piedra, en Zaragoza, en recuerdo al título nobiliario aragonés de barón de Gotor, concedido por Jaime I de Aragón a sus antepasados. Se ha hecho especialmente popular por sus excéntricas e histriónicas apariciones en la prensa rosa y programas de televisión.

## Biografía
Es el primogénito del matrimonio formado por José María Martínez-Bordiú, xvii barón de Gotor (14 de septiembre de 1927, Mancha Real, Jaén - 1 de septiembre de 2006, Barcelona), y Clotilde Bassó y Roviralta (19 de septiembre de 1941, Barcelona - 21 de noviembre de 2008, Barcelona). Su padrino de bautismo fue el diestro Luis Miguel Dominguín. Su hermana menor Esperanza Martínez-Bordiú es una famosa diseñadora española conocida por el nombre de Kucca Gotor. Se crio en Marbella, en la casa que luego fue de Encarna Sánchez y luego residieron en Madrid, en Hermanos Bécquer. En su juventud estudió marketing y finanzas en Suiza y en Estados Unidos y trabajó en el Intercontinental Bank of Miami. Lo compaginó con trabajos esporádicos como modelo y actor, llegando a intervenir en dos capítulos de Miami Vice (no está verificado). En 1990 también tuvo un pequeño papel en La grieta, película de serie B dirigida por Juan Piquer Simón. Fue entonces cuando abandonó definitivamente su carrera como economista y, según sus propias palabras: «Decidí venir a España. Estar encerrado en un despacho no era lo mío. Me fui a Ibiza y me dediqué a la noche».
Tiene cuatro hermanos menores: Alfonso, Alejo, Clotilde y Esperanza "Kukka".
En España trabajó como disc jockey y animador de la discoteca Pachá, en Ibiza y Madrid. Luego se trasladó a Uruguay, donde se hizo cargo de la discoteca Harem, en Punta del Este, donde veranea la alta sociedad del país. Durante su estancia en Uruguay fue encarcelado durante cuatro meses en Las Rosas por posesión de drogas. En 1992 contrajo matrimonio con Sonsoles Suárez, aunque se divorciaron dos años después. Ello lo convirtió en objetivo de la prensa del corazón, especialmente tras su regreso a España a finales de los años noventa. 
Su popularidad se disparó a partir de 2003, al concursar en los reality shows Hotel Glam de Telecinco y Aventura en África de Antena 3. Posteriormente realizó colaboraciones puntuales en otros programas y series como El inquilino, Crónicas Marcianas, Latrelevisión y Planeta Finito.
En julio de 2006 estrenó su propio programa en La Sexta, Pocholo Ibiza 06, una docu-ópera protagonizado por él mismo y ambientado en Ibiza.
En julio de 2007 estrenó otro programa en La Sexta, Pocholo 007, SDF (sin domicilio fijo), otro docu-soap con él y la playmate española Arancha Bonete como protagonistas.
El 25 de marzo de 2011 participó en el programa de Telecinco El Reencuentro para visitar a los concursantes de dicho reality.
En 2018, en su faceta de inversor en proyectos empresariales, recogió el premio a la Innovación de la feria eDelivery Barcelona con una de las empresas en las que invirtió: Scoobic.
Pocholo está emparentado con el Papa Luna.
En su juventud, mantuvo una relación con la actriz costarricense Giannina Facio.
En 2021, en una entrevista en el programa El hormiguero reconoció que padece hepatitis B desde el nacimiento, por una jeringuilla infectada que administraron a su madre durante el embarazo.
En 2023 fue entrevistado por Bertín Osborne en Mi casa es la tuya. También viajó a Honduras para visitar a su sobrino Bosco Blach en Supervivientes 2023.
En 2024 participa en el programa de Televisión Española Masterchef.

## Ancestros
|  |                                                                            |  |  |  |  |  |  |  |  |  |  |  |  |  |  |  |
|  | 16. Tomás Martínez y Rodríguez                                             |  |  |  |  |  |  |  |  |  |  |  |  |  |  |  |
|  |                                                                            |  |  |  |  |  |  |  |  |  |  |  |  |  |  |  |
|  |                                                                            |  |  |  |  |  |  |  |  |  |  |  |  |  |  |  |
|  | 8. Andrés Martínez y Cobo de Guzmán                                        |  |  |  |  |  |  |  |  |  |  |  |  |  |  |  |
|  |                                                                            |  |  |  |  |  |  |  |  |  |  |  |  |  |  |  |
|  |                                                                            |  |  |  |  |  |  |  |  |  |  |  |  |  |  |  |
|  | 17. Josefa Isabel Cobo de Guzmán y Ardio                                   |  |  |  |  |  |  |  |  |  |  |  |  |  |  |  |
|  |                                                                            |  |  |  |  |  |  |  |  |  |  |  |  |  |  |  |
|  |                                                                            |  |  |  |  |  |  |  |  |  |  |  |  |  |  |  |
|  | 4. José María Martínez y Ortega                                            |  |  |  |  |  |  |  |  |  |  |  |  |  |  |  |
|  |                                                                            |  |  |  |  |  |  |  |  |  |  |  |  |  |  |  |
|  |                                                                            |  |  |  |  |  |  |  |  |  |  |  |  |  |  |  |
|  | 18. José Ortega y Melgarejo                                                |  |  |  |  |  |  |  |  |  |  |  |  |  |  |  |
|  |                                                                            |  |  |  |  |  |  |  |  |  |  |  |  |  |  |  |
|  |                                                                            |  |  |  |  |  |  |  |  |  |  |  |  |  |  |  |
|  | 9. Catalina Ortega y Toledo                                                |  |  |  |  |  |  |  |  |  |  |  |  |  |  |  |
|  |                                                                            |  |  |  |  |  |  |  |  |  |  |  |  |  |  |  |
|  |                                                                            |  |  |  |  |  |  |  |  |  |  |  |  |  |  |  |
|  | 19. Angustias Toledo y Vico                                                |  |  |  |  |  |  |  |  |  |  |  |  |  |  |  |
|  |                                                                            |  |  |  |  |  |  |  |  |  |  |  |  |  |  |  |
|  |                                                                            |  |  |  |  |  |  |  |  |  |  |  |  |  |  |  |
|  | 2. José María Martínez-Bordiú, xvii barón de Gotor                         |  |  |  |  |  |  |  |  |  |  |  |  |  |  |  |
|  |                                                                            |  |  |  |  |  |  |  |  |  |  |  |  |  |  |  |
|  |                                                                            |  |  |  |  |  |  |  |  |  |  |  |  |  |  |  |
|  | 20. Luis Bordiú y Garcés de Marcilla, viii marqués de Villaverde           |  |  |  |  |  |  |  |  |  |  |  |  |  |  |  |
|  |                                                                            |  |  |  |  |  |  |  |  |  |  |  |  |  |  |  |
|  |                                                                            |  |  |  |  |  |  |  |  |  |  |  |  |  |  |  |
|  | 10. Cristóbal Bordiú y Prat, vi conde de Argillo, ix marqués de Villaverde |  |  |  |  |  |  |  |  |  |  |  |  |  |  |  |
|  |                                                                            |  |  |  |  |  |  |  |  |  |  |  |  |  |  |  |
|  |                                                                            |  |  |  |  |  |  |  |  |  |  |  |  |  |  |  |
|  | 21. María del Carmen de Prat y Sánchez-Salvador                            |  |  |  |  |  |  |  |  |  |  |  |  |  |  |  |
|  |                                                                            |  |  |  |  |  |  |  |  |  |  |  |  |  |  |  |
|  |                                                                            |  |  |  |  |  |  |  |  |  |  |  |  |  |  |  |
|  | 5. María de la O Esperanza Bordiú y Bascarán, vii condesa de Argillo       |  |  |  |  |  |  |  |  |  |  |  |  |  |  |  |
|  |                                                                            |  |  |  |  |  |  |  |  |  |  |  |  |  |  |  |
|  |                                                                            |  |  |  |  |  |  |  |  |  |  |  |  |  |  |  |
|  | 22. José de Bascarán y Federic, Teniente General del Ejército              |  |  |  |  |  |  |  |  |  |  |  |  |  |  |  |
|  |                                                                            |  |  |  |  |  |  |  |  |  |  |  |  |  |  |  |
|  |                                                                            |  |  |  |  |  |  |  |  |  |  |  |  |  |  |  |
|  | 11. María de la O de Bascarán y Reina                                      |  |  |  |  |  |  |  |  |  |  |  |  |  |  |  |
|  |                                                                            |  |  |  |  |  |  |  |  |  |  |  |  |  |  |  |
|  |                                                                            |  |  |  |  |  |  |  |  |  |  |  |  |  |  |  |
|  | 23. María Adelaida de Reina y Visset-Fernández de Córdoba                  |  |  |  |  |  |  |  |  |  |  |  |  |  |  |  |
|  |                                                                            |  |  |  |  |  |  |  |  |  |  |  |  |  |  |  |
|  |                                                                            |  |  |  |  |  |  |  |  |  |  |  |  |  |  |  |
|  | 1. José María Martínez-Bordiú y Bassó                                      |  |  |  |  |  |  |  |  |  |  |  |  |  |  |  |
|  |                                                                            |  |  |  |  |  |  |  |  |  |  |  |  |  |  |  |
|  |                                                                            |  |  |  |  |  |  |  |  |  |  |  |  |  |  |  |
|  | 24. Isidro Bassó y Catllar                                                 |  |  |  |  |  |  |  |  |  |  |  |  |  |  |  |
|  |                                                                            |  |  |  |  |  |  |  |  |  |  |  |  |  |  |  |
|  |                                                                            |  |  |  |  |  |  |  |  |  |  |  |  |  |  |  |
|  | 12. Guillermo Bassó y Oliva                                                |  |  |  |  |  |  |  |  |  |  |  |  |  |  |  |
|  |                                                                            |  |  |  |  |  |  |  |  |  |  |  |  |  |  |  |
|  |                                                                            |  |  |  |  |  |  |  |  |  |  |  |  |  |  |  |
|  | 25. Rosa Oliva y Llavallol                                                 |  |  |  |  |  |  |  |  |  |  |  |  |  |  |  |
|  |                                                                            |  |  |  |  |  |  |  |  |  |  |  |  |  |  |  |
|  |                                                                            |  |  |  |  |  |  |  |  |  |  |  |  |  |  |  |
|  | 6. Antonio Bassó y Molera                                                  |  |  |  |  |  |  |  |  |  |  |  |  |  |  |  |
|  |                                                                            |  |  |  |  |  |  |  |  |  |  |  |  |  |  |  |
|  |                                                                            |  |  |  |  |  |  |  |  |  |  |  |  |  |  |  |
|  | 13. Aurelia Molera y Soler                                                 |  |  |  |  |  |  |  |  |  |  |  |  |  |  |  |
|  |                                                                            |  |  |  |  |  |  |  |  |  |  |  |  |  |  |  |
|  |                                                                            |  |  |  |  |  |  |  |  |  |  |  |  |  |  |  |
|  | 3. Clotilde Bassó y Roviralta                                              |  |  |  |  |  |  |  |  |  |  |  |  |  |  |  |
|  |                                                                            |  |  |  |  |  |  |  |  |  |  |  |  |  |  |  |
|  |                                                                            |  |  |  |  |  |  |  |  |  |  |  |  |  |  |  |
|  | 28. Teodoro Roviralta y Figueras                                           |  |  |  |  |  |  |  |  |  |  |  |  |  |  |  |
|  |                                                                            |  |  |  |  |  |  |  |  |  |  |  |  |  |  |  |
|  |                                                                            |  |  |  |  |  |  |  |  |  |  |  |  |  |  |  |
|  | 14. Raúl Roviralta y Astoul, i marqués de Roviralta de Santa Clotilde      |  |  |  |  |  |  |  |  |  |  |  |  |  |  |  |
|  |                                                                            |  |  |  |  |  |  |  |  |  |  |  |  |  |  |  |
|  |                                                                            |  |  |  |  |  |  |  |  |  |  |  |  |  |  |  |
|  | 29. Sofía Astoul y Dessein                                                 |  |  |  |  |  |  |  |  |  |  |  |  |  |  |  |
|  |                                                                            |  |  |  |  |  |  |  |  |  |  |  |  |  |  |  |
|  |                                                                            |  |  |  |  |  |  |  |  |  |  |  |  |  |  |  |
|  | 7. Clotilde Roviralta y Rocamora                                           |  |  |  |  |  |  |  |  |  |  |  |  |  |  |  |
|  |                                                                            |  |  |  |  |  |  |  |  |  |  |  |  |  |  |  |
|  |                                                                            |  |  |  |  |  |  |  |  |  |  |  |  |  |  |  |
|  | 30. Antonio Rocamora y Pujolá                                              |  |  |  |  |  |  |  |  |  |  |  |  |  |  |  |
|  |                                                                            |  |  |  |  |  |  |  |  |  |  |  |  |  |  |  |
|  |                                                                            |  |  |  |  |  |  |  |  |  |  |  |  |  |  |  |
|  | 15. Clotilde Rocamora y Rosés                                              |  |  |  |  |  |  |  |  |  |  |  |  |  |  |  |
|  |                                                                            |  |  |  |  |  |  |  |  |  |  |  |  |  |  |  |
|  |                                                                            |  |  |  |  |  |  |  |  |  |  |  |  |  |  |  |
|  | 31. Clotilde Rosés y Feliú                                                 |  |  |  |  |  |  |  |  |  |  |  |  |  |  |  |
|  |                                                                            |  |  |  |  |  |  |  |  |  |  |  |  |  |  |  |
|  |                                                                            |  |  |  |  |  |  |  |  |  |  |  |  |  |  |  |

| Predecesor: José María Martínez-Bordiú | Barón de Gotor 14 de abril de 2008 - Actualidad | Sucesor: En el cargo |